# 維諾赫拉德 (奧特尼亞市鎮)
48°44′32″N 24°46′4″E / 48.74222°N 24.76778°E
維諾赫拉德（羅馬化：Vynohrad）是烏克蘭的村落，位於該國西部伊萬諾-弗蘭科夫斯克州，由科洛梅亞區負責管轄，面積11平方公里，2001年人口1,318，人口密度每平方公里120.4人。